# ライオセスリー・ラッセル (第2代ベッドフォード公爵)
第2代ベッドフォード公爵ライオセスリー・ラッセル（英語: Wriothesley Russell, 2nd Duke of Bedford KG、1680年11月1日 – 1711年5月26日）は、イギリスの貴族、政治家。1683年から1694年までラッセル卿の儀礼称号を、1695年から1700年までタヴィストック侯爵の儀礼称号を使用した。

## 生涯
第5代ベッドフォード伯爵（後の初代ベッドフォード公爵）ウィリアム・ラッセルの同名の息子であるラッセル卿ウィリアム・ラッセルと妻レイチェル（旧姓ライオセスリー、1635年ごろ – 1723年9月29日、第4代サウサンプトン伯爵トマス・ライオセスリーの娘）の息子として、1680年11月1日に生まれた。
1696年5月13日、オックスフォード大学モードリン・カレッジに入学した。
1702年3月にガーター勲章を授与されたほか、1701年から1702年までウィリアム3世の寝室侍従を、1701年から1711年までベッドフォードシャー統監、ケンブリッジシャー統監、ミドルセックス統監を務め、1702年のアン女王戴冠式では大司馬を務めた。
1711年5月26日に死去、30日にチェニースの聖マイケル教会に埋葬された。

## 家族
1695年5月23日、エリザベス・ハウランド（Elizabeth Howland、1682年ごろ – 1724年7月29日、ジョン・ハウランドの娘）と結婚した。2人は4男2女をもうけた。
- ウィリアム（1703年8月13日 – 1703年12月27日埋葬） - 夭折[1]
- エリザベス（英語版）（1704年 – 1784年） - 1726年2月3日、第3代エセックス伯爵ウィリアム・カペルと結婚[2]
- ウィリアム（1707年5月17日埋葬） - 夭折[1]
- レイチェル（1707年ごろ – 1777年5月22日） - 1722年8月4日、初代ブリッジウォーター公爵スクループ・エジャートン（1745年没）と結婚。その後、リチャード・リトルトン（英語版）（1770年没）と再婚、子供なし[2]
- ライオセスリー（1708年5月25日 – 1732年10月23日） - 第3代ベッドフォード公爵[1]
- ジョン（1710年9月30日 – 1771年1月14日） - 第4代ベッドフォード公爵[1]